# Rudolfína Popperová
Rudolfína Popperová (krátce provdaná Epsteinová, též známá jako Dolfina Poppée, 8. září 1865 Nové Dvory u Opařan – 8. března 1934 Praha) byla česká polyglotka, grafoložka, soudní znalkyně písma, léčitelka a feministka židovského původu, též označovaná jako mystička a věštkyně. Stala se jednou z prvních v Rakousku-Uhersku, kteří se začali zabývat grafologií a rozbory písma, díky své činnosti pak proslula jako znalkyně u řady soudů po Evropě. Proslula rovněž svými věšteckými či terapeutickými schopnostmi, které byly oceňovány v nejvyšších společenských a šlechtických kruzích, které však měly jistý psychologický, případně pak kriminalistický, základ.

## Život

### Mládí
Narodila se ve vsi Nové Dvory nedaleko Opařan v jižních Čechách do židovské rodiny. Její otec zde měl od hraběte Kolovrata pronajatý rodinný velkostatek, posléze se rodina přestěhovala do Bechyně. Provdala se za postaršího majetného továrníka Epsteina, uvádí se však, že již druhého dne z neznámého důvodu od manžela odešla. Získala dobré vzdělání, i díky samostudiu časem dokonale ovládala češtinu, němčinu, francouzštinu, angličtinu, srbštinu, polštinu, italštinu a maďarštinu.

### Grafoložkou
Již v mládí se začala důkladně zabývat do té doby ne zcela definovaným oborem písmoznalectví tj. grafologie. Důkladně studovala různé druhy a odlišné prvky v ručně psaném textu, z nichž záhy byla schopna zjistit různé psychologické detaily dotyčné osoby. Díky svým výkladům začala být známá jako věštkyně a následně získala pozvání od šlechtičen z vysoké vídeňské společnosti. Svůj první honorář (20 zlatých) si vysloužila výkladem písma Marie Luisy Bulharské při jejím pobytu ve Františkových Lázních. Díky své známosti s ve Vídni působícím Oskarem Nedbalem (oba pocházeli z Táborska) se seznámila se šlechtičnou Pavlínou Metternichovou, čerstvou vdovou, kterou práce Popperové nadchla. Posléze byla podrobena též odborným zkouškám, které prokázaly jejich správnost, mj. při nich pracovala též s rukopisy císařovny Alžběty, manželky císaře Františka Josefa I.
Okolo roku 1895 uspořádala ve Vídni svou první přednášku, posléze začala s grafologickými semináři cestovat - například její plánované vystoupení v Praze roku 1894 bylo nakonec policií zakázáno a později rozšířeno pro celé české země (nejspíše z osočení ze šarlatánství a čarodějnictví). Po naléhání se jí pak podařilo získat oficiální licenci, čímž se stala první profesionální grafoložkou v Čechách. Roku 1896 vydala u nakladatelství J. R. Vilímek pod pseudonymem Adolf Poppée knihu o grafologii, mj. obsahující posudky písma význačných osobností např. Aloise Jiráska či Jaroslava Vrchlického. Roku 1907 absolvovala učitelský ústav.

### Soudní znalkyní
Její práce následně získala odborný kredit, Poppée se stala znalkyní Zemského soudu ve Vídni, a, často pak korespondenčně, zpracovávala odborné posudky písma pro soudy v Rakousku-Uhersku, Německu i dalších evropských zemích. Během své kariéry opakovaně narážela na nedůvěru k vědeckosti svého působení, rovněž spojené s předsudky vůči ženám, které se jí však dařilo svou odborností úspěšně rozbíjet. Rovněž se svými přednáškami cestovala po řadě míst na kontinentu a stala se tak jednou z průkopnic oboru grafologie jako takového.
Žila v Praze a v Bechyni, zde vlastnila dům v Široké ulici, naproti místní synagoze. O její práci se pochvalně vyjádřil mj. proslulý vrchní komisař pražského policejního oddělení vražd Josef Vaňásek. Během první světové války poskytla řadě útěchu řadě žen, jejichž partneři odcestovali na frontu, či na ní padli. Zajímala se o chynometrii, studia čar na rukou, za kterýmžto účelem navštěvovala ústav pro choromyslné v Opařanech u Bechyně.

### Úmrtí
Zemřela 8. března 1934 ve Všeobecné nemocnici v Praze na selhání ledvin ve věku 68 let. Pohřbena byla na Nový židovský hřbitov na Olšanech.

## Odbornost
Zpočátku svého působení byla Popperová často označována jako věštkyně a osoba s téměř až nadpřirozenými schopnostmi, což posléze převážily její vědecké, tj. empiricky prokazatelné, výsledky a odborná literární a pedagogická činnost. Stejně tak není uváděno, že by Popperová inklinovala k mystickým naukám na nepodložených základech či by s takovýmito naukami pracovala ve své odborné činnosti. Ve svých závěrech a de facto diagnostikách si spíše s detektivní přesností dokázala všímat prvků na základě kterých byla schopna ověřit pravost písma, případně z něj vyčíst charakterové vlastnosti či psychické rozpoložení pisatele. Svou prací tedy měla blíže ke skutečné kriminalistice a psychologii, než věštectví v mystickém slova smyslu. K posílení dojmu věštkyně, ve vyšším věku pak čarodějnice, naopak přispívaly poněkud extravagantní oděvy, posléze pak dlouhé černé úbory, které Popperová nosila.
Obdobné kontroverze okolo vědeckosti působení se objevovaly rovněž okolo postavy populárního prvorepublikového léčitele Jana Mikoláška.

## Dílo
- ? Poznámky o grafologii (1896, J. R. Vilímek v Praze)
- Grafologie (1907, vyšlo v Lipsku)
- Učebnice grafologie (1922, vyšlo v Praze)

### Ottův slovník naučný
Přispívala do Ottova slovníku naučného pod značkou D. Poppée, kde je autorkou hesla Grafologie. Stala se tak jednou z pouhých přibližně 15 žen, které do slovníku přispěly.